# 10x10 テン・バイ・テン
『10x10 テン・バイ・テン』（10x10）は2018年のイギリスのスリラー映画。
スージー・ユーイング監督の長編デビュー作品で、出演はルーク・エヴァンスとケリー・ライリーなど。
ある女性を拉致して10フィート四方の防音室に監禁し、彼女から過去の秘密を聞き出そうとする男を描いたB級サスペンス映画。
日本では劇場公開されず、2018年7月3日にDVDが発売された。

## ストーリー
ルイスは花屋を営む女性キャシーを拉致し、自宅に自ら設置した防音室に監禁する。ルイスはキャシーを脅して本当の名前や過去をしゃべらせようとするが、キャシーは脱出を図ろうとするなどして決して語ろうとしない。しかし、追い詰められた彼女はついに自分の本名と自分の過去を語る。彼女はサイコパスで看護師時代に数人の患者を意図的に死に追いやっており、その被害者の1人がルイスの妻アラナだったのである。ルイスは全てを知った上で復讐のために彼女を拉致したのだが、彼女はアラナが不倫をしていたので罰を与えたのだと言う。感情的になったルイスの隙を狙って脱出したキャシーはルイスと激しい格闘を繰り広げる。そこに何も知らない家政婦のアロンドラがルイスの娘サマーを連れて家にやってくる。キャシーはアロンドラを射殺するとサマーを人質に取る。隙を見てサマーが逃げ出すと、ルイスとキャシーは再び激しい殺し合いを始め、ついにルイスはキャシーを倒す。

## キャスト
- ルイス: ルーク・エヴァンス
- キャシー: ケリー・ライリー - 花屋の経営者。
- アラナ: オリヴィア・チェネリー - ルイスの妻。
- デニス: ノエル・クラーク - 食堂の店員。
- ウェイランド: ジェイソン・メイザ（英語版） - 警察官。
- グレイ: ステイシー・ホール - 警察官。
- ジェン: ジル・ウィンターニッツ - キャシーのヨガ仲間。
- アロンドラ: ノーマ・ディクシット - ルイスの家の家政婦。
- サマー: スカイ・ルシア・デグルトーラ - ルイスの娘。

## 作品の評価
Rotten Tomatoesによれば、9件の評論のうち高評価は67%にあたる6件で、平均点は10点満点中5.10点となっている。